# Renault Type O
Der Renault Type O war ein frühes Rennwagenmodell von Renault. Er war nur mit einem leichten, zweisitzigen Aufbau erhältlich.

## Beschreibung
Das Modell löste den Renault Type K ab. Die nationale Zulassungsbehörde erteilte am 18. Mai 1903 seine Zulassung. Nachfolger wurde der Renault Type O (b).
Ein wassergekühlter Vierzylindermotor mit 124 mm Bohrung und 130 mm Hub leistete aus 6279 cm³ Hubraum 40 PS. Die Motorleistung wurde über eine Kardanwelle an die Hinterachse geleitet. Die Höchstgeschwindigkeit war je nach Übersetzung mit 98 bis 112 km/h angegeben.
Das Fahrgestell wog 600 kg. 

## Autorennen
Marcel Renault setzte 1903 eines dieser Fahrzeuge beim Autorennen von Paris nach Madrid ein und verunglückte tödlich.